# Intempo
Az Intempo egy 188,75 méter magas felhőkarcoló a spanyolországi Benidorm városában. Az épület terveit hivatalosan 2006. január 19-én mutatták be. Az építési munkálatok 2007-ben kezdődtek és 2013-ban fejeződtek be. Az építési munkálatok haladását hátrányosan befolyásolta a gazdasági világválság, amely igen súlyosan érintette a spanyol építőipart.

## Magassága
Az épületet az eredeti tervek alapján 75 emeletesre tervezték, ám a válság közbeavatkozása miatt ezt később 20 emeletesre csökkentették. Az időközben bekövetkezett befektetőváltásnak köszönhetően azonban mégis megépült a 47 emeletes felhőkarcoló. Az épület szerkezeti kivitelezésének pikantériája, hogy a tervezők eredetileg csak 20 emeletnyi liftaknát terveztek az épületbe, ám erről később megfeledkeztek, ezért nincs végig liftakna a 47. emeletig.
Az épület Benidorm legmagasabb épülete, amely az eddigi helyi csúcstartót a Gran Hotel Balit előzi meg magasságával. Az épület Spanyolországot tekintve, Madridot nem számítva az ország legmagasabb épülete, illetve a legmagasabb épület a világon a 100 000 lélekszám alatti települések közt.

## Szerkezete
Maga az épület két egymással párhuzamos épületrészből áll, amelyeket az épület tetejénél a 38. és a 44. emeletek között összeépítettek egymással. Kinézetre olyan az épület, mintha két darab 1-est, vagy egy nagy M betűt formálna, amely emlékezteti az embereket a 2004. március 11-i madridi terrortámadásra.

## Fordítás
- Ez a szócikk részben vagy egészben  a   Residencial In Tempo című angol Wikipédia-szócikk ezen változatának fordításán alapul.  Az eredeti cikk szerkesztőit annak laptörténete sorolja fel. Ez a jelzés csupán a megfogalmazás eredetét és a szerzői jogokat jelzi, nem szolgál a cikkben szereplő információk forrásmegjelöléseként.